# Hiroshige Yanagimoto
Hiroshige Yanagimoto (柳本 啓成 Yanagimoto Hiroshige?,  nacido el 15 de octubre de 1972 en Higashiōsaka, Osaka) es un exfutbolista japonés que se desempeñaba como defensa.
Yanagimoto jugó 30 veces para la selección de fútbol de Japón entre 1995 y 1997. También fue elegido para integrar la selección nacional de Japón para los Copa FIFA Confederaciones 1995, Copa Asiática 1996.

## Trayectoria

### Clubes
| Club                | País  | Año         |
| ------------------- | ----- | ----------- |
| Sanfrecce Hiroshima | Japón | 1991 - 1998 |
| Gamba Osaka         | Japón | 1999 - 2002 |
| Cerezo Osaka        | Japón | 2003 - 2006 |

### Selección nacional
| Selección | País  | Año         |
| --------- | ----- | ----------- |
| Absoluta  | Japón | 1995 - 1997 |

## Estadística de equipo nacional
| Selección de Japón | Selección de Japón | Selección de Japón |
| Año                | Part.              | Goles              |
| ------------------ | ------------------ | ------------------ |
| 1995               | 12                 | 0                  |
| 1996               | 13                 | 0                  |
| 1997               | 5                  | 0                  |
| Total              | 30                 | 0                  |